# 1924 w nauce

## Urodzili się
- 1 stycznia:
  - Jacques Le Goff, historyk francuski (zm. 2014)
  - Romuald Klekowski, polski biolog, ekolog, emerytowany profesor Międzynarodowego Centrum Ekologii PAN, członek rzeczywisty Polskiej Akademii Nauk (zm. 2015)
- 2 stycznia – Franciszek Chrapkiewicz, polski i francuski biochemik

## Zmarli
- 11 marca – Helge von Koch, szwedzki matematyk (ur. 1870)

## Nauki przyrodnicze i ścisłe

### Chemia
- opublikowanie metody otrzymywania pochodnych pirydyny nazwanej syntezą pirydyn Cziczibabina

### Medycyna
- odkrycie przez Hansa Bergera aktywności elektrycznej mózgu człowieka[1].

## Nagrody Nobla
- Fizyka – Karl Manne Georg Siegbahn
- Chemia – nie przyznano
- Medycyna – Willem Einthoven